# A Little Bit Of Mambo
Az A Little Bit of Mambo Lou Bega német énekes 1999. július 19-én megjelent első nagylemeze, melyről négy kislemez látott napvilágot. Az album több slágerlistára is felkerült, illetve a legnagyobb sláger az albumról a Mambo No. 5 (A Little Bit of…) című dal volt, mely több mint 10 országban volt slágerlistás helyezés és platina státuszt is kapott.

## Megjelenések
CD  Lautstark – 74321 68861 2
1. Mambo No. 5 (A Little Bit of…) 3:39 Co-producer – Goar B., Performer [Sample] – Perez Prado
2. Baby Keep Smiling	3:10
3. Lou's Café	0:59
4. Can I Tico Tico You	2:52
5. I Got A Girl 3:13
6. Tricky, Tricky 3:24
7. Icecream	3:48
8. Beauty On The TV-Screen	4:03
9. 1+1=2	4:02
10. The Most Expensive Girl In The World	3:44
11. The Trumpet Part II	6:03
12. Behind Stage	1:17
13. Mambo Mambo 3:00

## Közreműködő előadók
- Hárfa – Christofer Kochs
- Fúvós hangszerek – Axel Kühn, Black II Black, Claus Reichstaller, Felice Civitareale, H.H. Bettinger
- Kórus – The Mellowdations
- Borító – Ronald Reinsberg
- Vezető producer – Goar B.
- Gitár – Goar Biesenkamp*, Matthias Borst
- Billentyűs hangszerek – Goar Biesenkamp
- Zongora, billentyűs hangszerek – Frank Lio, Wolfgang Webenau
- Orgona – Stefan Schrupp
- Ütős hangszerek – Christian Pletschacher
- Fényképezte – Gabo
- Producer – D. Fact, Frank Lio
- Hang – Kai Taschner, Lisa Cash

## Slágerlista
| Album                 | Legmagasabb slágerlistás helyezés | Legmagasabb slágerlistás helyezés | Legmagasabb slágerlistás helyezés | Legmagasabb slágerlistás helyezés | Legmagasabb slágerlistás helyezés | Legmagasabb slágerlistás helyezés | Legmagasabb slágerlistás helyezés | Legmagasabb slágerlistás helyezés | Legmagasabb slágerlistás helyezés | Legmagasabb slágerlistás helyezés |
| Album                 | GER                               | AUS                               | AUT                               | CAN                               | FIN                               | FRA                               | NOR                               | SWI                               | UK                                | US                                |
| --------------------- | --------------------------------- | --------------------------------- | --------------------------------- | --------------------------------- | --------------------------------- | --------------------------------- | --------------------------------- | --------------------------------- | --------------------------------- | --------------------------------- |
| A Little Bit Of Mambo | 3                                 | 19                                | 1                                 | 1                                 | 1                                 | 8                                 | 3                                 | 1                                 | 50                                | 3                                 |